# Jörg W. Busch
Jörg W. Busch (* 1. November 1959 in Wiesbaden) ist ein deutscher Mittelalterhistoriker.

## Leben
Nach einem Studium der Mittleren und Neueren Geschichte, der Politikwissenschaft und der Philosophie an der Universität Mainz wurde Busch 1987 mit einer Arbeit zum Liber de honore ecclesiae bei Alfons Becker promoviert. Von 1987 bis 1992 war er wissenschaftlicher Mitarbeiter in dem von Hagen Keller geleiteten Projekt „Der Verschriftlichungsprozeß in den oberitalienischen Kommunen“ des Sonderforschungsbereichs 231 „Pragmatische Schriftlichkeit“ an der Westfälischen Wilhelms-Universität Münster. Von 1992 bis 1995 erhielt er ein DFG-Habilitationsstipendium und lehrte am Historischen Seminar der Johann Wolfgang Goethe-Universität Frankfurt am Main. 1994/95 erfolgte seine Habilitation an der Westfälischen Wilhelms-Universität Münster. Es folgten in den Jahren 1995 bis 1997 Lehrstuhlvertretungen an den Universitäten Gießen, Münster und Frankfurt am Main.
Von 1997 bis 2002 war er Heisenbergstipendiat und seit 2001 außerplanmäßiger Professor an der Westfälischen Wilhelms-Universität Münster. In den Jahren 2002 bis 2005 übte er Professur- und Dozenturvertretungen in Passau und Frankfurt am Main aus, war von 2005 bis 2008 Lehrbeauftragter am Historischen Seminar der Universität Frankfurt am Main und seit 2008 Hochdeputatslehrender am dortigen Historischen Seminar. 2008 wurde er zum Privatdozenten ernannt. Er ist seit 2009 außerplanmäßiger Professor an der Universität Frankfurt. In einer 2007 veröffentlichten begriffsgeschichtlichen Studie befasste er sich mit dem Begriff administratio und fragte, wie sich die Bedeutung dieses Wortes vom 5. bis zum 9. Jahrhundert veränderte. Den Begriff definierte er als „institutionalisiertes [bzw. delegiertes] Amtswalten“. Er stellte fest, dass in der Krise des Reichs in den 830er Jahren das Wort aus den Quellen verschwunden sei und bis zum 11. Jahrhundert in Vergessenheit blieb.

## Schriften (Auswahl)
- Der Eberbacher „Cabinetkeller“ 1730–1803. Ein Beitrag zur Geschichte des Prädikates „Kabinett“ nach den Unterlagen der ehemaligen Zisterzienserabtei Eberbach im Rheingau (= Schriften zur Weingeschichte. Nr. 60). Gesellschaft für Geschichte des Weines, Wiesbaden 1981.
- Die Anfänge des Herzoglich Nassauischen Cabinetkellers und der Versuch einer Flaschenvermarktung seiner Weine. Ein Beitrag zur Geschichte des nassauischen Domanialweinbaues (= Schriften zur Weingeschichte. Nr. 71). Gesellschaft für Geschichte des Weines, Wiesbaden 1984.
- Der Rheingauer Weinbau und Handel 1690–1750 am Beispiel der Kellerei Schloss Vollrads. Ergebnisse einer Rechnungsunterlagenauswertung (= Schriften zur Weingeschichte. Nr. 77). Gesellschaft für Geschichte des Weines, Wiesbaden 1986.
- Der Liber de Honore Ecclesiae des Placidus von Nonantola. Eine kanonistische Problemerörterung aus dem Jahre 1111. Die Arbeitsweise ihres Autors und seine Vorlagen (= Quellen und Forschungen zum Recht im Mittelalter. Bd. 5). Thorbecke, Sigmaringen 1990, ISBN 3-7995-6085-8 (zugleich Dissertation, Universität Mainz 1987).
- (Hrsg. mit Hagen Keller): Statutencodices des 13. Jahrhunderts als Zeugen pragmatischer Schriftlichkeit. Die Handschriften von Como, Lodi, Novara, Pavia und Voghera (= Münstersche Mittelalter-Schriften. Bd. 64). Fink, München 1991, ISBN 3-7705-2696-1.
- Die Mailänder Geschichtsschreibung zwischen Arnulf und Galvaneus Flamma. Die Beschäftigung mit der Vergangenheit im Umfeld einer oberitalienischen Kommune vom späten 11. bis zum frühen 14. Jahrhundert (= Münstersche Mittelalter-Schriften. Bd. 72). Fink, München 1997, ISBN 3-7705-3124-8 (zugleich Habilitationsschrift, Universität Münster 1994/95).
- Certi et veri cupidus. Die Behandlung geschichtlicher Zweifelsfälle und verdächtiger Dokumente um 1100, um 1300 und um 1475. Drei Fallstudien (= Münstersche Mittelalter-Schriften. Bd. 80). Fink, München 2001, ISBN 3-7705-3587-1.
- Vom Amtswalten zum Königsdienst. Beobachtungen zur ’Staatssprache‘ des Frühmittelalters am Beispiel des Wortes administratio (= Monumenta Germaniae Historica. Studien und Texte. Bd. 42). Hahn, Hannover 2007, ISBN 978-3-7752-5702-2.
- Die Herrschaften der Karolinger 714–911 (= Enzyklopädie deutscher Geschichte. Bd. 88). Oldenbourg, München 2011, ISBN 978-3-486-55779-4.
- mit Jürgen Treffeisen: Die Urkunden der Stadt Neuenburg am Rhein. 4 Bände, Neuenburg am Rhein 2014–2022.
- Neuenburg am Rhein im Spätmittelalter. Streifzüge – Rheinreise – Wirtshausgespräche. Nachdrucke aus den „Urkunden der Stadt Neuenburg am Rhein“, Bd. 2 und 3. Neuenburg am Rhein 2020, ISBN 978-3-9816892-3-5.
- Die Johanniter in Neuenburg am Rhein (1238 bis 1484 [1500]). Die Urkunden, das Totengedenken und der Besitz einer geistlichen Gemeinschaft als Zeugnisse für ihr Verhältnis zu der Bürgergemeinde. Mit einem kommentierten Verzeichnis „Die Gassen und Häuser einer zerrissenen mittelalterlichen Stadt: Neuenburg am Rhein vor 1496/1507“. Neuenburg am Rhein 2022.
- Opuscula minora. Zu mittelalterlichen Vorstellungen von Herrschaft, Recht und Vergangenheit. Selbstverlag, Wiesbaden 2022.
- Das Nichtniedergeschriebene und der apostolische Schlüsseldienst. Zwei Studien zu den römischen Oberhirten im Frühmittelalter. Mit einem Anhang Breisgauer Denk- und Merkwürdigkeiten. Selbstverlag, Wiesbaden 2023, ISBN 978-3-00-076916-0.
- Die Neuenburger im Himmel. Nuwenburger Clagschriften. Der Breisgauer Denk- und Merkwürdigkeiten zweyter Theyl. Selbstverlag, Wiesbaden 2023, ISBN 978-3-00-077516-1.